# Rainis (Karakelong)
Rainis ist ein indonesisches Dorf auf der Insel Karakelong, nordöstlich von Sulawesi.
Der Ort befindet sich an der Ostküste der Insel, am Ufer der Molukkensee, an der Rainisbucht (indonesisch Teluk Rainis).
Rainis bildet mit 854 Einwohnern (2017) ein administratives Dorf (Desa) im Distrikt (Kecamatan) Rainis (Regierungsbezirk Talaudinseln, Provinz Nordsulawesi). Die Fläche des Desas beträgt 8,90 km². Westlich liegt das Desa Parangen, südlich das Desa Rainis Baru Penga, nördlich die Rainisbucht und westlich die offene Molukkensee.
Die Mehrheit der Bevölkerung sind protestantische Christen. Daneben gibt es einzelne Katholiken und Muslime.